# Monomorium creticum
Monomorium creticum (лат.) — вид мелких муравьёв рода Monomorium из подсемейства мирмицин. Эндемик Греции.

## Описание
Мелкие муравьи коричневого, длиной около 3 мм. Самки эргатоидные (были описаны как Epixenus biroi). От близких видов отличается следующими признаками: первый и второй членики булавы усиков почти равны, вместе длиннее третьего членика; всё тело гладкое и блестящее. Усики 12-члениковые с 3-члениковой булавой. Усиковые бороздки отсутствуют. Стебелёк между грудью и брюшком состоит из двух члеников: петиолюса и постпетиолюса (последний чётко отделён от брюшка), жало развито. Встречается в естественной и антропогенной среде. Связан с открытыми, солнечными местообитаниями. Гнездится в почве или щебне. Колонии полигинные, с несколькими матками.
Верх головы коричневый или тёмно-коричневый, вентральная часть обычно более бледная, желтовато-коричневая, мезосома обычно немного бледнее дорсума головы, коричневая в различных оттенках, стебелёк и базальная 1/3—2/3 первого тергита брюшка того же цвета, что и мезосома, вершина брюшка такая же тёмная или немного темнее головы. У самых бледных экземпляров голова желтовато-коричневая, мезосома и талия ржавые, брюшко желтовато-коричневое или ржаво-коричневое. Усики и ноги желтовато-желтовато-коричневые, голени и лапки часто немного бледнее коричневых, чем бёдра, вертлуги и колено обычно желтовато-желтовато-коричневые, у самых тёмных экземпляров рукоятка усиков и бёдра в основном коричневые.
Термофильный вид, связанный с открытыми, солнечными местообитаниями, как естественными, так и антропогенными. Отмечен в светлых дубовых лесах, на обочинах дорог, частично каменистых лугах с некоторыми деревьями, заброшенных садах, тропинках вдоль кустарника с некоторыми деревьями, на территории с лиственными деревьями и лугами вокруг искусственного озера и морского побережья с гаригой и соснами. Гнездится под камнями, в земле или щебне. Колонии полигинны. Вездесущий и обычный вид, отмеченный в низинах, высокогорьях и горах, самая высокая местность отмечена на горе Дикти на высоте 1286 м.

## Таксономия
Вид был впервые описан в 1895 году итальянским мирмекологом Карлом Эмери под названием Monomorium abeillei var. creticum Emery, 1895. В дальнейшем с ним были синонимизированы несколько таксонов, включая Epixenus biroi и некоторые другие. E. biroi Forel, 1910 и его заменяющее название M. biroianum Bolton, 1995 считаются младшими синонимами creticum, поскольку единственным образцом, на котором был основан таксон, является интерморфная («эргатоидная») королева M. creticum.

## Распространение
Греция: Киклады (Аморгос) и Крит.